# 아르고스의 전사
《라이거》(Rygar)는 1986년 테크모사에서 개발한 아케이드 게임이다. 일본에서는 《아르고스의 전사》(アルゴスの戦士)로 출시되었다.

## 특징
- 이 게임은 27라운드로 구성되어 있다. 난이도가 중상에 해당하는 게임으로 화면 오른쪽 아래에는 주인공의 위치를 나타내는 부분이 있어 주인공이 어디까지 왔는지를 알 수 있다.
- 주인공의 무기는 디스크 아머로 적에게 공격하여 죽인다. 그러나 일부 덩치 큰 적은 여러번 공격하여 죽이기도 한다.
- 매 4라운드마다 노을지는 배경으로 나타난다. 그러나 매 4라운드마다 나오는 적은 대량으로 나오며, 후반부에는 덩치 큰 거인이 나온다. 호랑이 아이템이 있을 경우 이 덩치 큰 거인을 밟아 죽이면 5만점의 보너스 점수가 가산된다.
- 주어진 시간이 경과되면 커다란 괴물이 나타나게 되는데 이 괴물은 아무리 공격해도 죽지 않는다.

## 게임 아이템

### 점수 아이템
회색 돌을 깨뜨리면 각각의 아이템이 나타나는데, 200점, 500점, 1000점의 점수를 주는 경우, 1만점의 점수를 얻으면서 주변의 적을 모두 죽이는 아이템과 20초씩의 시간 증가, 별 아이템이 나오기도 하며 간간이 물음표 아이템이 나온다. 별 아이템은 7개를 모았을 경우 7만점의 보너스가 주어진다. 물음표 아이템은 2천점이지만, 이 곳을 반복해서 공격하면 500점, 1000점, 1만점, 십자가 아이템으로 순서대로 바뀐다.

### 무기 아이템
- 별 아이템은 먼 거리에 있는 적을 죽일 수 있는 아이템이다. 돌을 깨어 얻을 경우에는 5라운드에서 얻을 수 있다.
- 왕관 아이템은 여럿의 적을 한 방에 죽일 수 있는 아이템으로 사정 거리 안에 있는 적이 모두 한 방에 죽는다. 돌을 깨어 얻을 경우에는 9라운드에서 얻을 수 있다.
- 호랑이 아이템은 주인공이 적의 머리를 밟을 때 바로 죽일 수 있는 아이템이다. 적의 머리를 밟을 때 이 아이템이 없으면 적은 죽지 않고 일시적으로 기절 상태에 빠진다. 돌을 깨어 얻을 경우에는 21라운드에서 얻을 수 있으나 영문판 게임에는 없다.
- 태양 아이템은 주인공이 공중을 향해 공격할 때 수직으로 올라가는 아이템이다. 이 아이템이 없을 경우 디스크 아머는 반원을 그리며 적을 공격한다. 돌을 깨어 얻을 경우에는 10라운드와 17라운드에서 얻을 수 있다.
- 십자가 아이템은 일정 시간동안 몸을 보호하면서 상대를 무기를 쏘지 않고 공격하여 죽일 수 있는 아이템으로 4라운드 마다 5초씩 줄어든다. 최초 1~4라운드에서는 40초의 시간이 주어지지만, 5~8라운드부터는 35초와 같은 패턴으로 25~27라운드에서는 10초의 시간이 주어진다. 십자가 아이템은 한 라운드를 끝내더라도 보너스 점수 계산을 제외하고 계속적으로 소비된다. 주로 7라운드, 17라운드, 25라운드에서 돌을 깨면 나타나지만 경우에 따라 나타나지 않을 수 있다.

### 기타 아이템
- 13라운드에는 라운드 중간에 별을 많이 얻을 수 있는 곳이 있으며 이 안에 스페셜 보너스로 1백만점의 아이템이 숨어 있다. 이 아이템은 하늘을 향하여 공격을 반복하여 시도하면 떨어지는 아이템이다. 하지만 이 아이템을 얻기 위해서는 많은 시간이 소비된다.
- 4라운드, 12라운드, 14라운드(어떤 경우에는 나오지 않는다), 18라운드, 26라운드에는 주인공 보너스가 나타난다.

## 보너스 점수
- 적을 얼마나 많이 죽였느냐에 따라 보너스 점수도 같이 증가한다. 한 라운드를 끝내면 먼저 공격 보너스(Repulse Bonus)로 적을 얼마나 많이 죽였는지를 집계하며, 적 하나마다 200점씩의 보너스가 주어지고 최고 64마리까지의 보너스를 계산한다.
- 랭킹 보너스는 적을 얼마나 많이 죽였느냐에 따라 1천점 단위로 주어진다.
- 시간 보너스는 해당 라운드를 끝내고 들어올 때의 시간에 100점을 곱하여 계산한다.

## 후속 작품
- 1988년에 아르고스의 전사 2가 나오기도 했지만 대한민국에는 좀처럼 보기 힘들었다. 이후 플레이 스테이션 2 버전으로 2002년 11월에 출시되어 나왔는데 플레이 스테이션 버전은 3D 그래픽을 제공하며, 환경 정의가 가능하다. Wii 게임 버전은 2007년 5월 11일 테크모의 "Nite Out 07" 행사에서 발표되었다.

## 평가
| 평가 |             |
| --- | ----------- |
| 평론 점수 평론사 점수 올게임 (NES) [ 2 ] CVG 46% (Lynx) [ 3 ] IGN 7/10 (Lynx) [ 4 ] Raze 81% (Lynx) [ 5 ] |             |
| 평론 점수                                                                                                 |             |
| 평론사 | 점수        |
| 올게임 | (NES)       |
| CVG | 46% (Lynx)  |
| IGN | 7/10 (Lynx) |
| Raze | 81% (Lynx)  |